# アンドゥカパル・アミラフヴァリ
アンドゥカパル・ギヴィス・ゼ・アミラフヴァリ（グルジア語: ანდუყაფარ გივის ძე ამილახვარი、グルジア語ラテン翻字: Anduqapar Amilakhvari、? – 1626年）は、17世紀初頭のカルトリ王国の貴族、軍人である。アミラフヴァリ家の一員であり、サファヴィー朝支配期のカルトリ王国において親ペルシアの立場で政治的・軍事的な役割を果たした。ペルシア名はアブドゥル＝ガファール・アミラホリ（عبدالقفار امیلخوری、ペルシア語ラテン翻字: Abd-ol-Qaffār Amilakhori）。

## 生涯
アンドゥカパル・アミラフヴァリはエスファハーンにあるサファヴィー朝の宮廷で育てられ、「（イスラム教に）改宗した新興のジョージア人エリート層の典型」であった。アンドゥカパルの父親はアミラフヴァリ家のパラマルズ・アミラフヴァリ (ფარამარზ ამილახვარი) 、母親はカルトリ王ルアルサブ1世の曾孫タマル (თამარი) であった。アンドゥカパルの妹タマル (თამარი) はサファヴィー朝のシャー・アッバース1世のお気に入りの側室であった。
1624年、シャー・アッバース1世は孫娘のジャハーン・バーヌー・ベーグム (جهان بانو بیگم) をカルトリ王シモン2世に嫁がせた。その際、アミラフヴァリの妻は花嫁ジャハーン・バーヌー・ベーグムの付き人となった。アンドゥカパル・アミラフヴァリはサファヴィー朝のジョージア人将校ギオルギ・サアカゼの命令により、アラグヴィ公ズラブ1世とともに結婚披露宴の客をもてなした。これとほぼ同時期、シャー・アッバース1世はアミラフヴァリを、ジョージア系の高官イマーム・クリー・ハーンの娘と結婚させることを取り決めた。同時代のサファヴィー朝の歴史家ファズリ・フザーニによると、アミラフヴァリは結婚当時22歳であった。
カルトリ王国に滞在中、アミラフヴァリは王国内におけるサファヴィー朝の利益を擁護する人物として知られていた。アミラフヴァリは近隣の貴族一族を犠牲にして領地をさらに拡大し、ガズネリ家を滅ぼし、ムツヘタ周辺地域を荒廃させた。1625年から1626年にかけて、アミラフヴァリとその妻は反乱を起こしたジョージア人たちに捕らえられ、アラグヴィ公ズラブ1世によりアルシャ要塞に幽閉された。なお年代記作者イスカンダル・ムンシは幽閉地をアナヌリ要塞であると指摘している。
マラブダの戦いでサファヴィー朝がジョージア軍に勝利すると、シャー・アッバース1世はアミラフヴァリ夫妻を救出するために軍隊を派遣した。歴史家ファズリ・フザーニによると、この知らせを受けたジョージア軍はアミラフヴァリ夫妻を、アミラフヴァリの親族ならびに妻の祖父アッラーヴェルディ・ハーンの親族の元へ送ったとされる。アミラフヴァリはその後、歴史の記録から姿を消した。

## 死
ジョージアの歴史学者ヴァフシティ・バグラティオニは、次のように記している。
そこからトビリシに来て、城砦の司令官とともにカラ要塞に座り、言われたことを実行しようとしたところ、つまずいて窓にもたれかかり、窓を突き破って街に落ち、亡くなった。—ヴァフシティ・バグラティオニ、ジョージア王国の記述
アミラフヴァリの死後、アミラフヴァリの敵対者たちはアミラフヴァリの家族全員を根絶やしにした。